# Ratpenat cuallarg de les Guaianes
El ratpenat cuallarg de les Guaianes (Eumops maurus) és una espècie de ratpenat de la família dels molòssids que es troba a la Guaiana, l'Equador, Veneçuela i Surinam.